# Милан Киселички
Милан Христов Киселички е български обществен деец, адвокат, заслужил деятел на БТС.

## Биография
Роден е на 27 април 1885 град в град Кюстендил. Завършва право в Швейцария и започва адвокатска практика в родния си град. Има големи заслуги за организирането и развитието на туристическото движение в Кюстендилско. Избран е за председател на хижестроителния комитет за изграждане на хижа Осогово в Осоговската планина (1927-1928), като подпомага парично довършването и. Завещава на Туристическо дружество „Осогово“ – гр. Кюстендил собствения си имот в Кюстендил на ул. Цар Михаил № 5, където се помещава канцеларията на същото. Прави парични дарения за изграждането на гръдоболно отделение при Градската болница в Кюстендил, за строеж на старчески дом и други. От 1934 г. е председател на Туристическо дружество „Осогово“ – град Кюстендил.
След 9 септември 1944 г. е репресиран от новата власт, лишен е за дълги години от правото да упражнява адвокатска дейност, както и от пенсия.